# Lobelia arnhemiaca
Lobelia arnhemiaca es una especie de planta herbácea perteneciente a la familia de las campanuláceas que es originaria de Australia Occidental, Territorio del Norte y Queensland.

## Taxonomía
Lobelia arnhemiaca fue descrita por Franz Elfried Wimmer y publicado en Annalen des Naturhistorischen Museums in Wien 56: 346. 1948.
Etimología
Lobelia: nombre genérico que fue nombrado en honor del botánico belga Matthias de Lobel (1538-1616).
arnhemiaca: epíteto